# Syrianochori
Syrianochori (em grego:  Συριανοχώρι) é uma vila localizada no distrito de Nicósia, Chipre. De acordo com o censo de 2011, sua população era de 850 habitantes. Atualmente sob controle do Chipre do Norte.